# Labionin
Labionin ist eine nicht-kanonische Aminosäure die erstmals 2010 in dem Peptid Labyrinthopeptin A2 nachgewiesen wurde. Diese Aminosäure zeichnet sich durch ihre komplexe Struktur aus, da sie eine Schwefelbrücke (hier: ein Thioether), in Analogie zu Lanthionin, und jeweils drei Amino- und Carbonsäuregruppen besitzt. Des Weiteren enthält Labionin drei Stereozentren mit der Konfiguration 2S,4S,8R, wobei es sich bei der Position 2 um ein quartäres Kohlenstoffatom handelt.
Die Natur formt Labionin aus zwei Serinen und einem Cystein, durch Dehydrierung der Serine, Addition der Thiolgruppe des Cystein an ein Dehydroalanin und anschließende Michael-Addition einer reaktiven Zwischenstufe an das verbliebene Dehydroalanin.
Darüber hinaus wurde Labionin bisher in Labyrinthopeptin A1, Erythreapeptin und Catenulipeptin und in dem Peptid NAI-112 nachgewiesen.
Für den Nachweis von Labionin bzw. eines Abbauproduktes diese Aminosäure in Peptiden ist eine GCMS-Methode beschrieben.